# I kronans kläder
I kronans kläder è un cortometraggio muto del 1915, diretto da Georg af Klercker, con Dagmar Ebbesen. Il film uscì sugli schermi svedesi il 9 novembre 1915, al cinema Sture di Stoccolma. Era il primo film commedia della Hasselbladfilm, ed ebbe una continuazione con Bengts nya kärlek eller Var är barnet?, del 1916, sempre di Georg af Klerck.